# Campodorus belokobylskii
Campodorus belokobylskii  (лат.) — вид мелких наездников—ихневмонид (Ichneumonidae) рода Campodorus из подсемейства Ctenopelmatinae (Mesoleiini). Россия: Сибирь (Красноярский край) и Дальний Восток (Приморский край).
Мелкие наездники, длина переднего крыла от 4,2 до 6,0 мм. Жгутик усика содержит от 27 до 29 члеников. 
Лицо и щеки, тазики и вертлуги передних и средних пар ног светло-жёлтые. Среднеспинка и тергиты брюшка чёрные. Голени задних ног беловатые с затемненной вершиной; тазики и бедра задних ног красные или иногда чёрно-бурые. Скапус и педицеллюс усика снизу жёлтые. Гипопигий черно-бурого цвета. Жёлтый рисунок на среднеспинке и щитике отсутствует. Проподеум с узкой и длинной ареолой. Предположительно, как и другие виды рода, паразитируют на пилильщиках из семейства Tenthredinidae.  
Вид был впервые описан в 2005 году российским гименоптерологом Дмитрием Рафаэлевичем Каспаряном (ЗИН РАН, Санкт-Петербург, Россия) и назван в честь российского энтомолога профессора С. А. Белокобыльского, крупного специалиста по перепончатокрылым.